# Naturschutzgebiet Wacholderheide und Magergrünland am Freberg

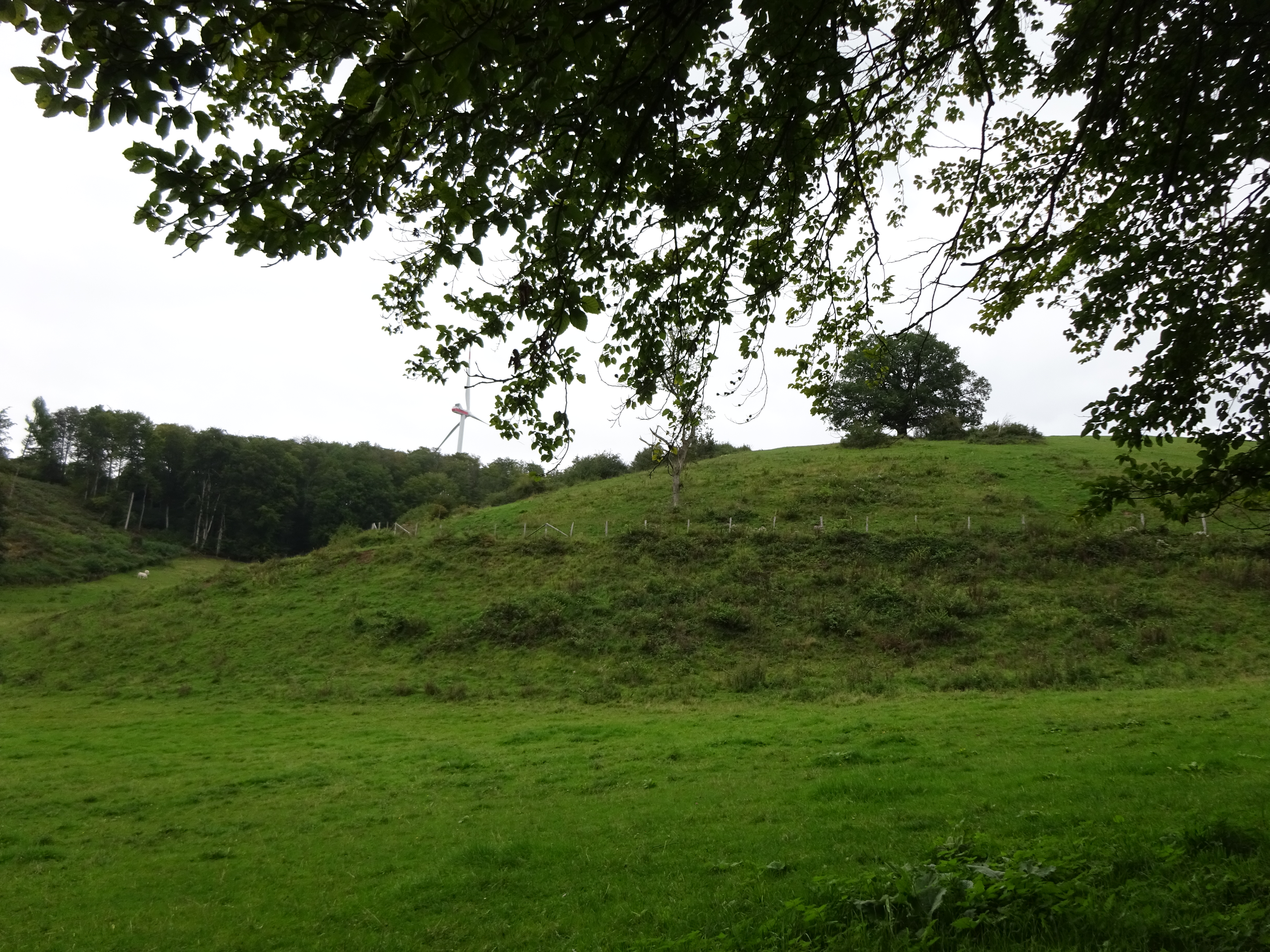
NSG Wacholderheide und Magergrünland am Freberg von Südosten

Das Naturschutzgebiet Wacholderheide und Magergrünland am Freberg mit einer Größe von 2,1 ha liegt nördlich von Wettmarsen im Stadtgebiet von Arnsberg im Hochsauerlandkreis. Es wurde 1998 mit dem Landschaftsplan Arnsberg durch den Kreistag des Hochsauerlandkreises als Naturschutzgebiet (NSG) mit dem Namen Naturschutzgebiet Wacholderheide bei Wettmarsen und einer Flächengröße von  1,1 ha ausgewiesen. Bei der Neuaufstellung des Landschaftsplanes Arnsberg durch den Kreistag 2021 wurde das NSG mit verändertem Namen erneut ausgewiesen und flächenmäßig fast doppelt so groß.

## Gebietsbeschreibung
Im NSG handelt es sich um eine Magerweide an einen nach Süden exponierten Hang. Auf der Magerweide befinden sich einzelne Wacholder, einzelnen tief beasteten Hudeeichen, Hecken und Gebüschen. Die Hecken und Gebüsche bestehen aus Dornsträucher mit Schwarzdorn und Weißdorn.
Der Landschaftsplan führt zum Gebiet aus: „Magerweide und seltene Wacholderbestände machen das Gebiet zu einem sowohl kulturhistorisch als auch ökologisch wertvollen und besonders schutzwürdigen Lebensraum.“
Als zusätzliches Verbot für das Schutzgebiet führt der Landschaftsplan ein Düngeverbot auf. Als zusätzliche Entwicklungsmaßnahme sollen die Wacholder-Heidebestände und die weiteren Gehölzstrukturen gemäß einem Managementplan verjüngt und gepflegt werden.

## Pflanzenarten im NSG
Auswahl vom Landesamt für Natur, Umwelt und Verbraucherschutz Nordrhein-Westfalen dokumentierte Pflanzenarten im Gebiet Acker-Witwenblume, Breitblättriger Thymian, Dornige Hauhechel, Gewöhnliches Ferkelkraut, Jakobs-Greiskraut, Kleine Bibernelle, Kleiner Odermennig, Kleines Habichtskraut, Kriechender Hahnenfuß, Rotes Straußgras, Rot-Schwingel, Rundblättrige Glockenblume, Sand-Thymian, Wiesen-Flockenblume, Wiesen-Labkraut und Wolliges Honiggras.

## Spezielle Schutzzwecke für das NSG
Wie bei allen Naturschutzgebieten in Deutschland wurde in der Schutzausweisung darauf hingewiesen, dass das Gebiet „wegen der Seltenheit, besonderen Eigenart und Schönheit des Gebietes“ zum Naturschutzgebiet erklärt wurde. Laut Landschaftsplan erfolgte die Ausweisung zum:
- „Schutz, Erhaltung und Entwicklung einer artenreichen Magerweide und eines kleinen Wacholderheide-Fragments;“
- „Erhaltung des kulturhistorischen Wertes als Heidefläche.“
- „Das NSG dient auch der nachhaltigen Sicherung von besonders schutzwürdigen Lebensräumen nach § 30 BNatSchG und von Vorkommen seltener Pflanzenarten.“[2]